# Castro Vicente
Castro Vicente ist eine Gemeinde (Freguesia) im portugiesischen Kreis Mogadouro. In ihr leben 265 Einwohner (Stand 19. April 2021).